# انتاکاپون
انتاکاپون (انگلیسی: Entacapone) دارویی است که معمولاً در ترکیب با سایر داروها برای درمان بیماری پارکینسون به کار می‌رود. انتاکاپون همراه با لوودوپا و کاربی‌دوپا به لوودوپا اجازه می‌دهد اثر طولانی‌تری در مغز داشته باشد و علائم و نشانه‌های بیماری پارکینسون را برای مدت طولانی‌تری نسبت به درمان با لوودوپا و کاربیدوپا به تنهایی کاهش می‌دهد.
انتاکاپون یک مهارکننده انتخابی و برگشت پذیر آنزیم کاتکول-O-متیل ترانسفراز (COMT) است.  هنگامی که همراه با لوودوپا (L-DOPA) و کاربی‌دوپا مصرف شود، انتاکاپون از تجزیه کاتکول-O-متیل ترانسفراز و متابولیسم لوودوپا جلوگیری می‌کند و منجر به افزایش کلی لوودوپا در مغز و بدن می‌شود.
کاربی‌دوپا/لوودوپا/انتاکاپون (Stalevo)، دارویی که توسط Novartis به بازار عرضه شده است، یک فرمول تک قرص است که حاوی لوودوپا، کاربی‌دوپا و انتاکاپون است.

## کاربرد پزشکی
انتاکاپون افزون بر لوودوپا و کاربی‌دوپا برای افراد مبتلا به بیماری پارکینسون برای درمان علائم و نشانه‌های «فرسودگی» انتهای دوز مصرف می‌شود. "سایه شدن" با ظاهر دوباره نشانه‌های حرکتی و غیرحرکتی بیماری پارکینسون مشخص می‌شود که در پایان دوز قبلی لوودوپا و کاربی‌دوپا رخ می دهد. در آزمایش‌های بالینی، انتاکاپون نشان داده نشده است که پیشرفت بیماری پارکینسون را کاهش دهد یا وارونه کند.
انتاکاپون یک داروی خوراکی فعال است که می‌تواند با غذا یا بدون غذا مصرف شود.

### بارداری و شیردهی
رده C بارداری: مصرف آن توصیه و سفارش نمی‌شود.
اگرچه پژوهش‌های حیوانی انجام شده است که نشان می‌دهد انتاکاپون در شیر مادر موش‌های صحرایی ترشح می‌شود، هیچ مطالعه‌ای با شیر مادر انسان انجام نشده است. برای مادرانی که در دوران شیردهی یا در دوران بارداری انتاکاپون مصرف می کنند، احتیاط توصیه می‌شود.

### کودکان
ایمنی و اثربخشی انتاکاپون در نوزادان یا کودکان ارزیابی نشده است.

### مشکلات کبدی
دفع صفراوی راه اصلی دفع انتاکاپون است. افراد مبتلا به اختلال عملکرد کبد ممکن است در حین مصرف انتاکاپون به احتیاط بیشتر و نظارت بیشتر بر عملکرد کبد نیاز داشته باشند.

### مشکلات کلیوی
هیچ ملاحظات قابل توجهی برای افراد مبتلا به عملکرد ضعیف کلیه در مصرف انتاکاپون وجود ندارد.

## موارد منع مصرف
خطر واکنش های آلرژیک برای افرادی که به انتاکاپون حساسیت بیش از حد دارند وجود دارد.
شرایط محدود کننده بالقوه‌ای که باید پیش از شروع انتاکاپون در نظر بگیرید عبارتند از:
- سابقه واکنش آلرژیک به انتاکاپون
- سابقه بیماری کبد، اختلال عملکرد کبد، یا اعتیاد به الکل
- بارداری کنونی یا برنامه ریزی شده
- جراحی‌های کنونی یا برنامه ریزی شده

## عوارض جانبی
عوارض جانبی زیر توسط افراد مبتلا به بیماری پارکینسون تحت درمان با انتاکاپون گزارش شده است:
- درد شکم
- حالت تهوع
- استفراغ
- خستگی
- دهان خشک
- كمر درد

### مشکلات حرکتی
شایع ترین عارضه جانبی انتاکاپون مشکلات حرکتی است که در ۲۵ درصد افرادی که انتاکاپون مصرف می‌کنند رخ می‌دهد.  این دارو ممکن است باعث ایجاد یا بدتر شدن دیس‌کینزی در افراد مبتلا به بیماری پارکینسون شود که همراه با لوودوپا و کاربی‌دوپا درمان می‌شوند.  به‌ویژه، «دیسکینزی‌های اوج دوز» ممکن است زمانی رخ دهد که سطح لوودوپا در پلاسمای سرم به حداکثر غلظت خود برسد.

### اسهال
نشان داده شده است که ۱۰ درصد از بیمارانی که انتاکاپون مصرف می کنند، اسهال را تجربه می کنند.  اسهال ممکن است در عرض ۴ تا ۱۲ هفته از مصرف اولیه انتاکاپون رخ دهد اما پس از قطع دارو برطرف می شود.  استفاده از انتاکاپون در حضور اسهال همچنین می‌تواند با کاهش وزن، سطوح پایین پتاسیم و کم‌آبی بدن همراه باشد.  در مطالعات بالینی، اسهال شدید شایع ترین دلیل قطع انتاکاپون بود.

### تغییر رنگ ادرار
۱۰ درصد از افرادی که انتاکاپون مصرف می کنند، تغییر رنگ ادرار به نارنجی، قرمز، قهوه ای یا سیاه را تجربه می کنند.  این عارضه جانبی به دلیل متابولیسم و دفع انتاکاپون از طریق ادرار است و نشان داده شده است که زیان‌آور نیست.

### شروع خواب ناگهانی
افراد هنگام درگیر شدن در فعالیت های روزانه بدون هشدار قبلی در مورد خواب آلودگی، شروع خواب ناگهانی را گزارش کرده‌اند.  در مطالعات کنترل‌شده، خطر خواب‌آلودگی در بیمارانی که آنتاکاپون مصرف می‌کردند در مقایسه با دارونما، ۲ درصد بیشتر بود.

### فشار خون پایین
نشان داده شده است که اپیزودهای افت فشار خون ارتواستاتیک در شروع مصرف انتاکاپون به دلیل افزایش سطح لوودوپا شایع‌تر است.

### مشکلات رفتاری
داده‌های پس از بازاریابی نشان می‌دهد که انتاکاپون ممکن است وضعیت ذهنی را تغییر داده یا بدتر کند و منجر به رفتارهایی مانند هذیان، بی‌قراری، سردرگمی و هذیان شود.
افرادی که انتاکاپون مصرف می کنند ممکن است تمایل بیشتری به شرکت در قمار، فعالیت های جنسی، خرج کردن پول و سایر رفتارهای پاداش تحریک کننده داشته باشند.